# Mathias Ablinger
Mathias Wolfgang Ablinger (* 11. November 2001 in Linz) ist ein österreichischer Fußballspieler.

## Karriere
Ablinger begann seine Karriere beim ASKÖ Blaue Elf Linz. Zur Saison 2013/14 wechselte er in die Jugend des FC Pasching. Ab der Saison 2014/15 spielte er in der Jugend des LASK. Zur Saison 2015/16 kam er in die AKA Linz.
Im September 2017 spielte zudem erstmals für die Amateure seines Stammklubs FC Blau-Weiß Linz in der sechstklassigen Bezirksliga. Mit den Amateuren stieg er 2019 in die Landesliga auf. Zur Saison 2019/20 rückte er in den Profikader der Linzer.
Sein Debüt in der 2. Liga gab er im Juni 2020, als er am 22. Spieltag jener Saison gegen den FC Wacker Innsbruck in der 88. Minute für Simon Gasperlmair eingewechselt wurde. Dies blieb sein einziges Pflichtspiel.
Nach der Saison 2019/20 verließ er Blau-Weiß Linz und wechselte zum Regionalligisten FC Wels. Für die Welser kam er allerdings nie zum Einsatz. Zur Saison 2021/22 kehrte er wieder zu den Amateuren von Blau-Weiß Linz zurück. 
Nach elf bestrittenen Spielen wechselte er zum 1. Januar 2022 innerhalb der Landesliga Ost zum SK Admira Linz. Hier kam er auf 38 Meisterschaftsspiele mit einem geschossenen Tor.
Zur Saison 2023/24 wechselte er zu Union Edelweiß Linz in die OÖ Liga.

## Persönliches
Sein Zwillingsbruder Philipp ist ebenfalls Fußballspieler.